# ديف والتون
ديف والتون (بالإنجليزية: Dave Walton)‏ (10 أبريل 1973 في المملكة المتحدة - ) هو لاعب كرة قدم بريطاني في مركز الدفاع. لعب مع ديربي كاونتي وستوكبورت كونتي وشروزبري تاون وشيفيلد يونايتد ونادي كرو ألكساندرا.

## وصلات خارجية
- ديف والتون على موقع قاعدة بيانات كرة القدم.إي يو (الإنجليزية)
- ديف والتون على موقع Soccerbase.com (لاعب) (الإنجليزية)